# Gongwangling-Stätte
Die Gongwangling-Stätte (chinesisch 公王岭, Pinyin Gōngwánglǐng, W.-G. Kung-wang-ling) ist ein archäologischer Fundort im Kreis Lantian der chinesischen Provinz Shaanxi. Neben einem hier entdeckten versteinerten Schädelknochen und Artefakten des Lantian-Menschen wurde auch eine fossile Faunengemeinschaft aus dem Pleistozän entdeckt, die Gongwangling-Faunengemeinschaft (公王岭动物群,  Gōngwánglǐng dòngwùqún – „Gongwangling faunal assemblage“), die subtropische Züge besaß. Nach ihrer Datierung ist die Gongwangling-Zeit (公王岭期,  Gōngwánglǐng qī, englisch Gongwangling period) benannt.
Die Fundstätten des Lantian-Menschen (Gongwangling-Stätte und Chenjiawo-Stätte) stehen seit 1982 auf der Liste der Denkmäler der Volksrepublik China (2-47).